# Jordan McLaughlin

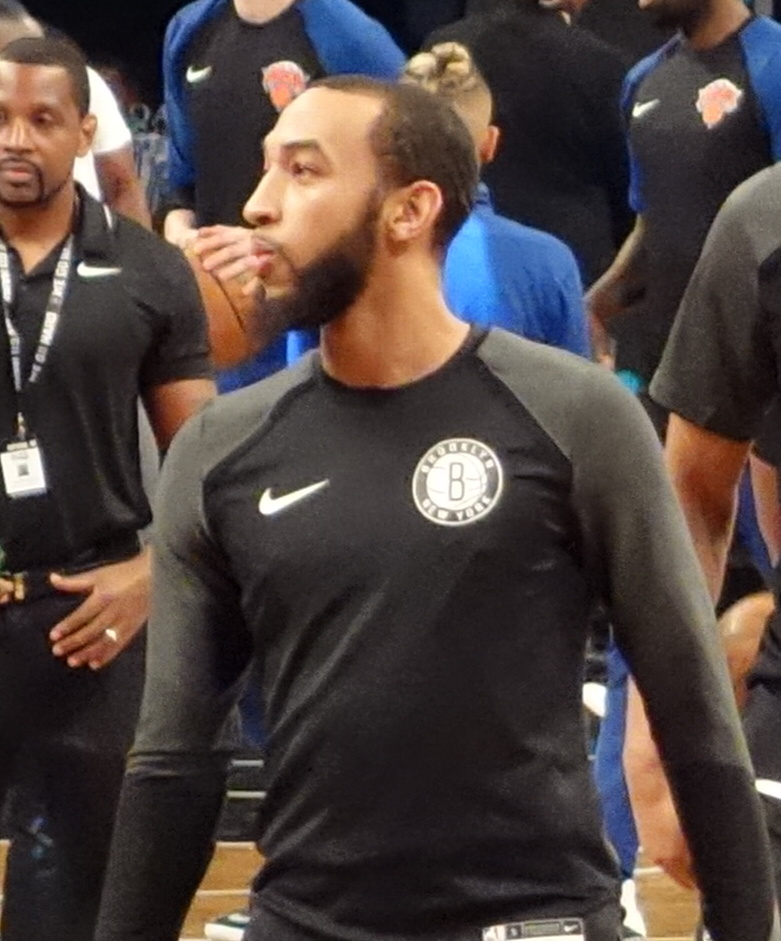
Jordan McLaughlin, 2018.

Jordan McLaughlin, född 9 april 1996 i Pasadena i Kalifornien, är en amerikansk professionell basketspelare (PG) som spelar för San Antonio Spurs i National Basketball Association (NBA). Han har tidigare spelat för Minnesota Timberwolves och Sacramento Kings.
McLaughlin blev aldrig NBA-draftad.
Innan han blev proffs studerade McLaughlin vid University of Southern California och spelade för deras idrottsförening USC Trojans.